# Luis Goytisolo

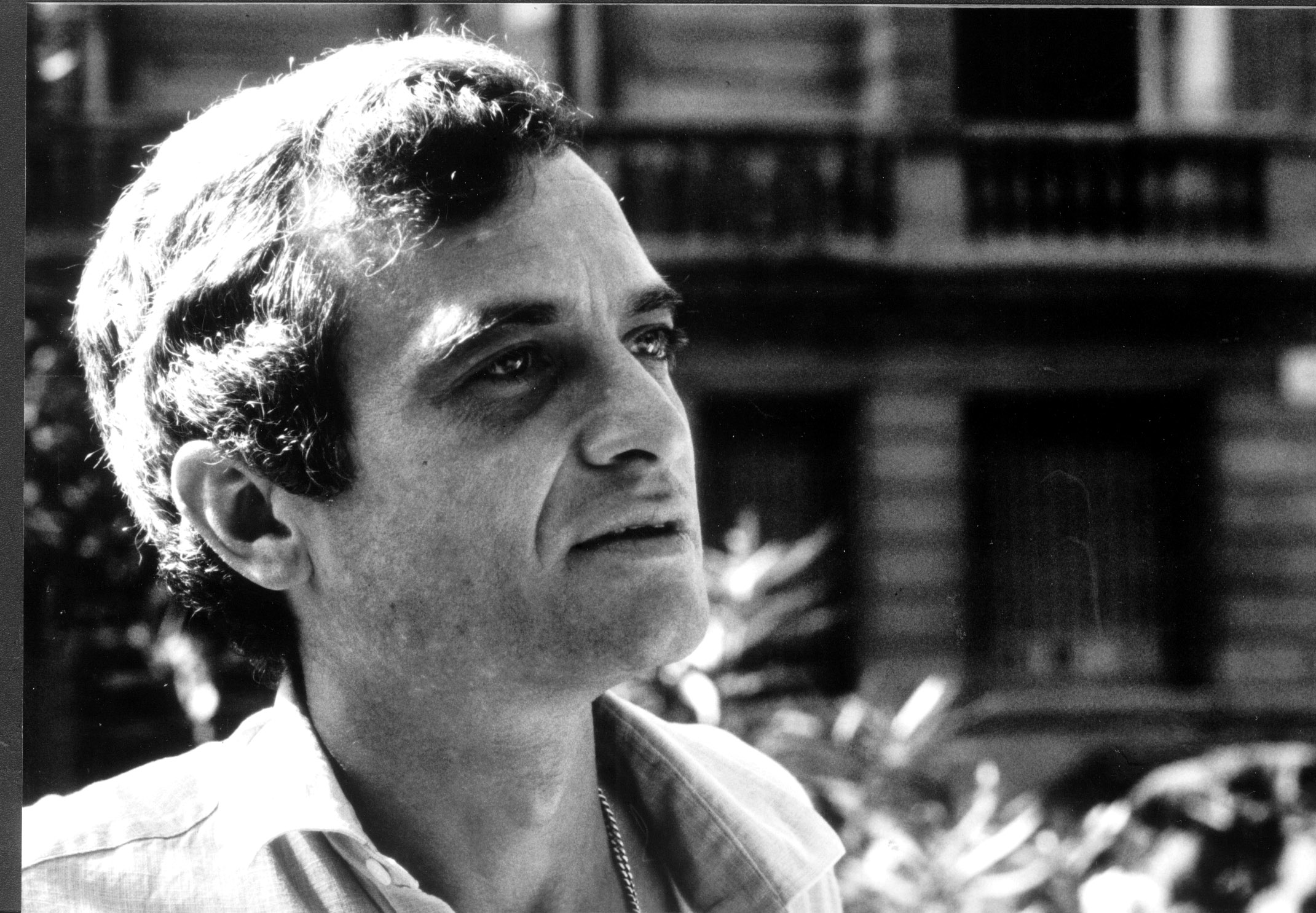
Luis Goytisolo (1980)

Luis Goytisolo Gay (* 17. März 1935 in Barcelona) ist ein spanischer Erzähler und Romancier, der in der Tradition des sozialen Realismus steht.

## Leben

### Kindheit und Ausbildung
Luis Goytisolo entstammt einer großbürgerlichen Familie, die sich bereits während seiner frühen Kindheit gegen die Repression der Franco-Diktatur stellte. Sein Vater war der Nachkomme von baskischen, durch Zuckerproduktion auf Kuba reich gewordenen Kolonialisten. Die Familie mütterlicherseits entstammte dem liberalen katalanischen Bildungsbürgertum. Seine beiden älteren Brüder José Agustín (1928–1999) und Juan (1931–2017) machten sich als Dichter beziehungsweise Schriftsteller einen Namen. Seine Mutter, Julia Gay, kam zwei Jahre nach Beginn des Spanischen Bürgerkriegs bei einem Bombenangriff auf Barcelona ums Leben. Die Familie fand später in einem Bergdorf Zuflucht vor dem Bürgerkrieg. Seine schulische Ausbildung absolvierte Goytisolo an einer religiösen Schule in Barcelona.
Wie seine beiden Brüder widmete sich Goytisolo dem Schreiben. Bereits mit elf Jahren begann er inspiriert von den Abenteuern des Flash Gordon erste Romane zu verfassen, woraufhin sich sein Onkel Luis um ihn kümmerte. Dieser suchte für Goytisolo den Lesestoff aus und machte ihn mit der amerikanischen Literatur bekannt. Zwischen dem 13. und 16. Lebensjahr widmete sich Goytisolo Gedichten. Ebenso wie seine älteren Brüder begann er 1953 ein Jurastudium an der Universität Barcelona, das er aber zugunsten einer Karriere als Schriftsteller aufgab. Gegen die Diktatur Francisco Francos eingestellt, wurde Goytisolo 1956 Mitglied der Kommunistischen Partei. Ein Jahr später wurden seine ersten Geschichten veröffentlicht und er verließ die Partei.

### Romandebüt und Antagonía-Tetralogie

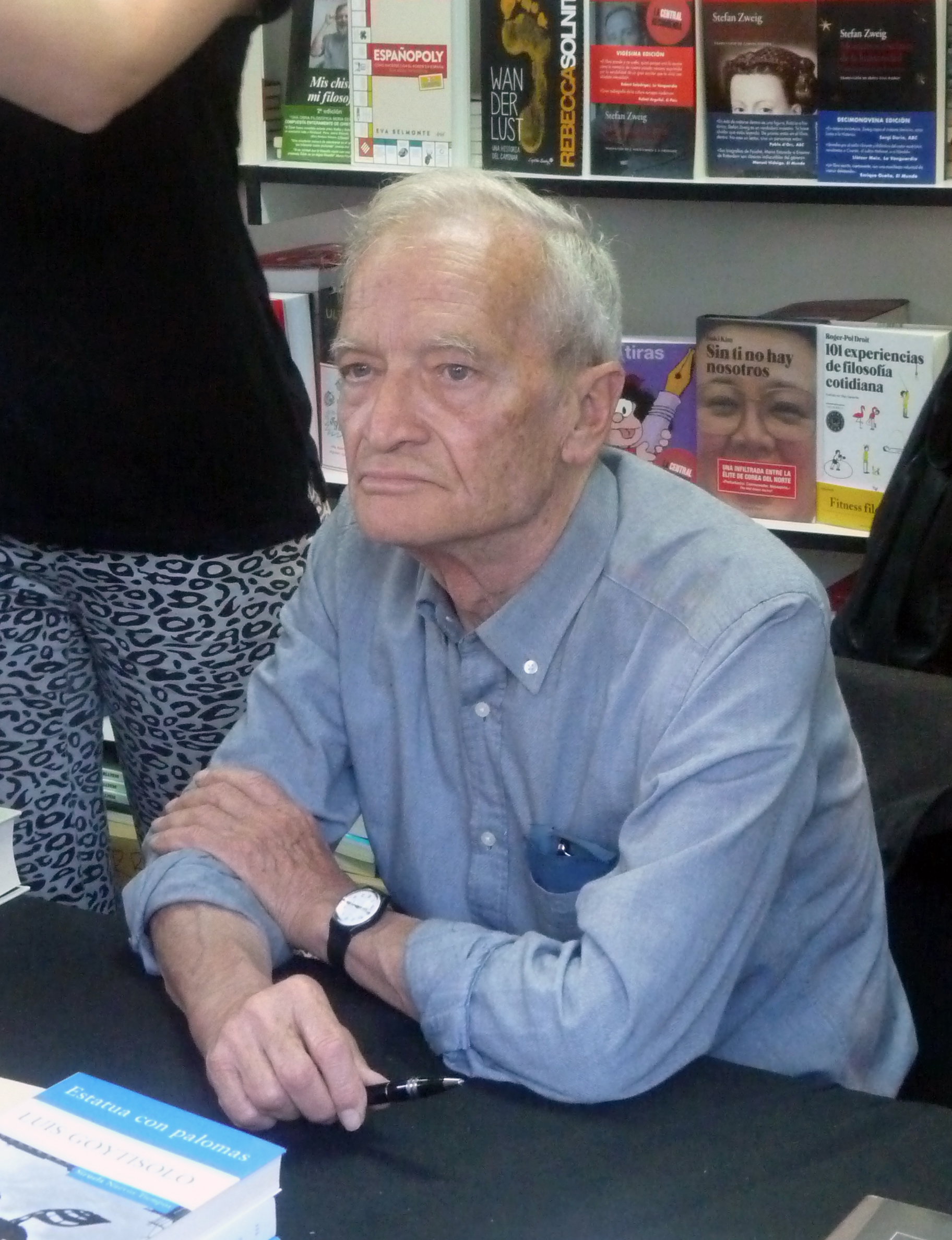
Goytisolo im Jahr 2015

Erfolg war Goytisolo sogleich mit seinem in Barcelona spielenden Romandebüt Las afueras (1958; dt.: „Die draußen“) beschieden, das in der Tradition des sozial betonten, realistischen modernen spanischen Romans steht. Das Werk ist eine Sammlung von sieben einzelnen, in sich abgeschlossenen Erzählungen und zeichnet sich durch eine knappe, expressiv verdichtete Sprache aus. Die Hauptpersonen einer Geschichte (wohlhabende Großgrundbesitzer, Ärzte oder Geschäftsleute treffen auf Hehler, Schuhputzer oder Maurer) tauchen jeweils als Randfiguren in den anderen Erzählungen auf, wechseln ihren Beruf, aber nie ihren sozialen Status und bleiben ziellos. Goytisolo prangerte mit dem sozial- und gesellschaftskritischen Roman die lebensuntüchtig gewordene Oberschicht an, die sich am schutzlos ausgelieferten Proletariat vergreift, was ihm den erstmals verliehenen Premio Biblioteca Breve einbrachte.
Zur selben Zeit bekam der Autor Probleme mit der Zensur und wurde im Februar 1960 von der spanischen Polizei verhaftet. Erst durch die Intervention von französischen Intellektuellen wie François Mauriac, Pablo Picasso und Jean-Paul Sartre kam Goytisolo nach einer mehrmonatigen Haft in Carabanchel frei, woraufhin er, von einer Tuberkulose geschwächt, sich in das Bergdorf zurückzog, wo seine Familie das Ende des Bürgerkriegs abgewartet hatte.
Goytisolo begann ein Studium der Rechtswissenschaften, gab es aber auf, um sich der Literatur zu widmen. Er schrieb unter anderem für die spanischen Tageszeitungen El País, ABC und Diario 16.
Die Monographien Las afueras und Las mismas palabras („Die gleichen Worte“) beschäftigen sich mit dem sozialen Realismus. Als bedeutendes Werk gilt sein vierteiliger Roman Antagonía über die Schriftstellerkunst. Claude Simon zählte es zu den drei großen Romanen des 20. Jahrhunderts.
Luis Goytisolo war von 1966 bis zu ihrem Tod im Jahr 1993 mit Maria Antonia Gil Moreno de Mora verheiratet. Aus der Beziehung gingen zwei Söhne hervor. Seit 1998 ist er in zweiter Ehe mit Elvira Huelbes verheiratet.

## Auszeichnungen
- 1958: Preis der Biblioteca Breve für Las afueras
- 1976: Preis der Stadt Barcelona für Los verdes de mayo hasta el mar
- 1984: Premio de la Crítica für Estela del fuego que se aleja
- 1986: Premio Fundación Pablo Iglesias für Investigaciones y conjeturas de Claudio Mendoza
- 1993: Premio Nacional de Narrativa für Estatua con palomas
- 1994 oder 1995: Mitglied der Real Academia Española
- 2013: Premio Nacional de las Letras Españolas
- 2018: Premio Carlos Fuentes[9]

## Schriften
Monographien
- Las afueras, 1958
- Las mismas palabras, 1963
- Ojos, círculos, búhos, mit dem Maler Joan Ponç, 1970
- Antagonía. Roman in vier Teilen
  - Recuento, 1973
  - Los verdes de mayo hasta el mar, 1976
  - La cólera de Aquiles, 1979
  - Teoría del conocimiento, 1981
- Devoraciones, 1976
- Estela del fuego que se aleja, 1984
- Investigaciones y conjeturas de Claudio Mendoza, 1985
- La paradoja del ave migratoria, 1987
- Estatua con palomas, 1992
- Placer licuante, 1997
- Escalera hacia el cielo, 1999
- Diario de 360º, 2000
- Liberación, 2003
- Oído atento a los pájaros, 2006
- Cosas que pasan, 2009
- El lago en las pupilas, 2012

Essays
- El porvenir de la palabra

## Fundación Luis Goytisolo
In El Puerto de Santa María organisiert die Stiftung Luis Goytisolo, situiert im Rokoko-Palast Palacio de Villarreal y Purullena aus dem 18. Jahrhundert, jährliche Symposien über die spanische Gegenwartserzählung.